# Edwyn Collins

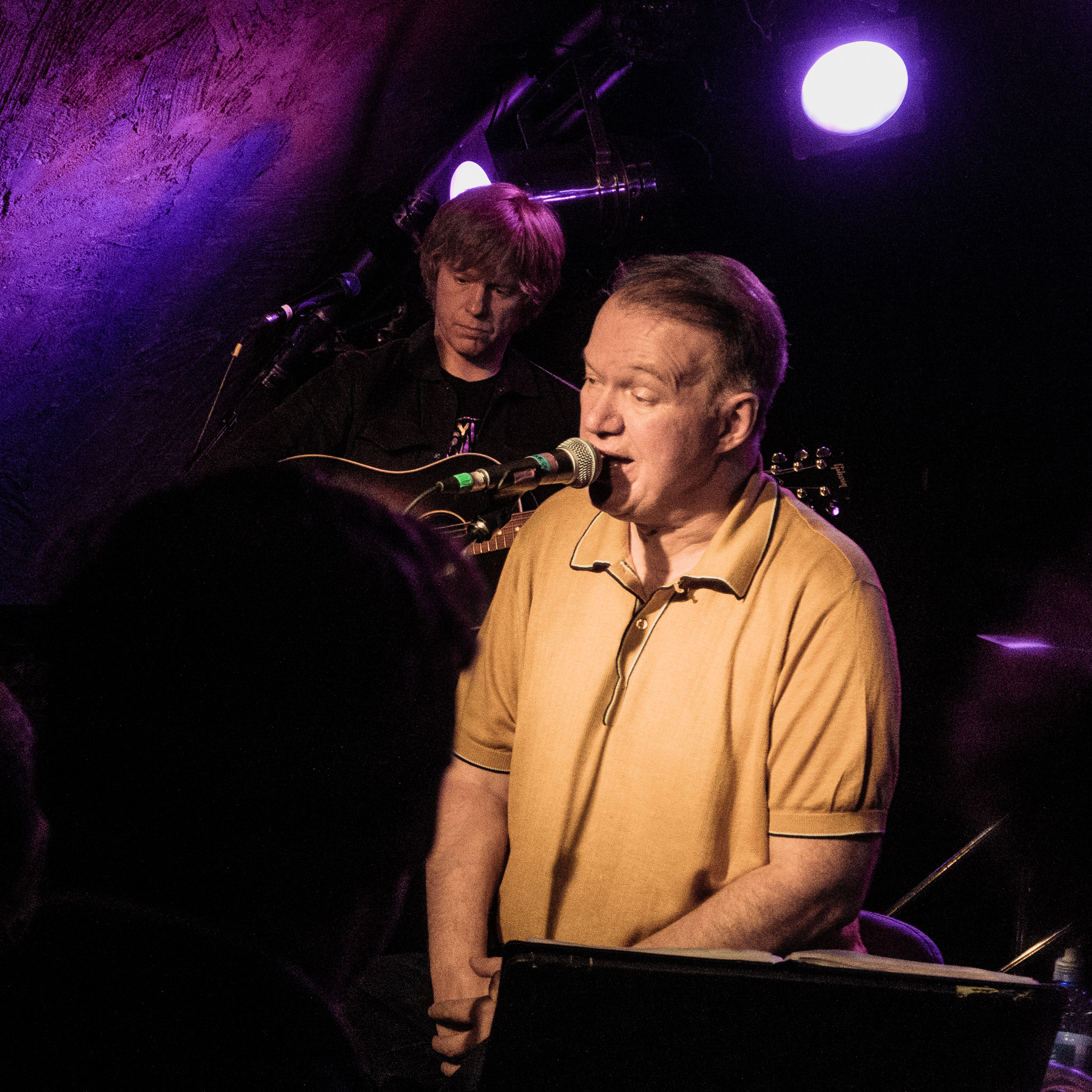
Edwyn Collins (2019)

Edwyn Stephen Collins (* 23. August 1959 in Edinburgh) ist ein schottischer Musiker.

## Biografie
1976 gründete er die Nu-Sonics, die sich 1979 in Orange Juice umbenannten. 1985 trennte sich die britische Post-Punk-Band bald nach dem hoch gelobten Debüt You Can't Hide Your Love Forever, woraufhin Collins seine Solokarriere startete.
In den frühen achtziger Jahren veröffentlichte Collins mit seiner Band Orange Juice unter anderem den Song Rip it Up and Start Again, dessen Titel sich Simon Reynolds für sein bekanntes Post-Punk-Buch auslieh.
Im Sommer 1995 landete Collins mit A Girl Like You  seinen größten Hit, der in Großbritannien Platz 4 und in Deutschland Platz 3 erreichte. 2003 war dieses Lied auch Bestandteil des Soundtracks für den Film Drei Engel für Charlie – Volle Power.
In einem Radiointerview am 18. Februar 2005 beklagte sich Collins über ein Unwohlsein, führte sein Übelkeits- und Schwindelgefühl allerdings auf eine Lebensmittelvergiftung zurück. Zwei Tage später wurde er in das Royal Free Hospital in London gebracht, nachdem er einen Schlaganfall erlitten hatte. Am 25. Februar des Jahres unterzog er sich nach einem zweiten Schlaganfall einer Operation mit anschließender Rehabilitation.
2010 veröffentlichte er mit Losing Sleep das erste Album, das komplett nach seinem Schlaganfall und der anschließenden Operation aufgenommen wurde. Das 2007 erschienene Album Home Again hatte Collins noch vor seinem Schlaganfall aufgenommen, aber erst danach komplett abmischen lassen. Auf Losing Sleep wird Collins von zahlreichen Gastmusikern begleitet, darunter Johnny Marr (The Smiths) und Alex Kapranos und Nick McCarthy von Franz Ferdinand. Der Titelsong Losing Sleep wurde nicht nur als erste Single aus dem Album ausgekoppelt, via NME wurde er auch als Free-Mp3 verbreitet.
Collins lebt mit seiner langjährigen Partnerin Grace Maxwell zusammen, die gleichzeitig seine Managerin ist. Das Paar hat einen Sohn und lebt in Helmsdale, wo er das Clashnarrow Studio betreibt, in dem er sein 2019 veröffentlichtes Album Badbea aufnahm.

## Diskografie

### Alben
| Jahr | Titel                | Höchstplatzierung, Gesamtwochen, AuszeichnungChartplatzierungen (Jahr, Titel, Platzierungen, Wochen, Auszeichnungen, Anmerkungen) | Höchstplatzierung, Gesamtwochen, AuszeichnungChartplatzierungen (Jahr, Titel, Platzierungen, Wochen, Auszeichnungen, Anmerkungen) | Höchstplatzierung, Gesamtwochen, AuszeichnungChartplatzierungen (Jahr, Titel, Platzierungen, Wochen, Auszeichnungen, Anmerkungen) | Höchstplatzierung, Gesamtwochen, AuszeichnungChartplatzierungen (Jahr, Titel, Platzierungen, Wochen, Auszeichnungen, Anmerkungen) | Höchstplatzierung, Gesamtwochen, AuszeichnungChartplatzierungen (Jahr, Titel, Platzierungen, Wochen, Auszeichnungen, Anmerkungen) | Anmerkungen |
| Jahr | Titel                | DE | AT | CH | UK | US | Anmerkungen |
| ---- | -------------------- | --- | --- | --- | --- | --- | ----------- |
| 1995 | Gorgeous George      | DE7 (17 Wo.)DE | AT24 (11 Wo.)AT | CH35 (7 Wo.)CH | UK8 Silber · (8 Wo.)UK | US183 (4 Wo.)US |             |
| 1997 | Im Not Following You | — | — | — | UK55 (1 Wo.)UK | — |             |
| 2007 | Home Again           | — | — | — | UK90 (1 Wo.)UK | — |             |
| 2010 | Losing Sleep         | — | — | — | UK54 (1 Wo.)UK | — |             |
| 2013 | Understated          | — | — | — | UK66 (1 Wo.)UK | — |             |

Weitere Alben
- 1989: Hope and Despair
- 1990: Hellbent on Compromise
- 2002: Doctor Syntax
- 2014: Studio Live Session Liechtenstein
- 2019: Badbea

### Kompilationen
- 1990: Hope and Despair / Hellbent on Compromise (2 CDs)
- 1994: The Black Sessions (Promo, mit The Catchers)
- 2002: A Casual Introduction 1981/2001 (mit Orange Juice)
- 2012: Tape Box (Box mit 6 Vinyl-Singles)
- 2013: AED Bonus Track CD (4 Tracks, live im Bloomsbury Ballroom, November 2009)

### Singles
| Jahr | Titel Album                                     | Höchstplatzierung, Gesamtwochen, AuszeichnungChartplatzierungen (Jahr, Titel, Album, Platzierungen, Wochen, Auszeichnungen, Anmerkungen) | Höchstplatzierung, Gesamtwochen, AuszeichnungChartplatzierungen (Jahr, Titel, Album, Platzierungen, Wochen, Auszeichnungen, Anmerkungen) | Höchstplatzierung, Gesamtwochen, AuszeichnungChartplatzierungen (Jahr, Titel, Album, Platzierungen, Wochen, Auszeichnungen, Anmerkungen) | Höchstplatzierung, Gesamtwochen, AuszeichnungChartplatzierungen (Jahr, Titel, Album, Platzierungen, Wochen, Auszeichnungen, Anmerkungen) | Höchstplatzierung, Gesamtwochen, AuszeichnungChartplatzierungen (Jahr, Titel, Album, Platzierungen, Wochen, Auszeichnungen, Anmerkungen) | Anmerkungen    |
| Jahr | Titel Album                                     | DE | AT | CH | UK | US | Anmerkungen    |
| ---- | ----------------------------------------------- | --- | --- | --- | --- | --- | -------------- |
| 1984 | Pale Blue Eyes –                                | — | — | — | UK72 (2 Wo.)UK | — | mit Paul Quinn |
| 1984 | Expressly EP –                                  | — | — | — | UK42 (3 Wo.)UK | — |                |
| 1995 | A Girl Like You Gorgeous George                 | DE3 Gold · (25 Wo.)DE | AT7 (14 Wo.)AT | CH9 (22 Wo.)CH | UK4 Gold · (17 Wo.)UK | US32 (9 Wo.)US |                |
| 1995 | If You Could Love Me Gorgeous George            | DE87 (8 Wo.)DE | — | — | — | — |                |
| 1996 | Keep On Burning I’m Not Following You           | — | — | — | UK45 (2 Wo.)UK | — |                |
| 1997 | The Magic Piper (Of Love) I’m Not Following You | — | — | — | UK32 (3 Wo.)UK | — |                |
| 1997 | Adidas World I’m Not Following You              | — | — | — | UK71 (1 Wo.)UK | — |                |

Weitere Singles
- 1987: My Beloved Girl
- 1987: Don’t Shilly Shally
- 1989: 50 Shades of Blue
- 1989: Coffee Table Song
- 1994: Low Expectations
- 1995: Make Me Feel Again
- 1997: No One Waved Goodbye
- 1997: Adidas World (Promo, EP)
- 1997: I Hear a New World (Remixed) (2 Vinyl-Maxis, White Label)
- 2001: Message for Jojo (Bernard & Edwyn)
- 2001: The Beatle$
- 2002: Johnny Teardrop
- 2004: Mr. Freedom (Gabin feat. Edwyn Collins)
- 2007: You’ll Never Know (My Love)
- 2008: Home Again
- 2010: Do It Again
- 2010: Losing Sleep
- 2011: In Your Eyes (mit The Drums)
- 2013: What Are You Doing, Fool? / Untitled Melody (mit The Heartbreaks)

## Auszeichnungen für Musikverkäufe
| Silberne Schallplatte - Frankreich - 1995: für die Single A Girl Like You |

Anmerkung: Auszeichnungen in Ländern aus den Charttabellen bzw. Chartboxen sind in ebendiesen zu finden.
| Land/RegionAuszeichnungen für Musikverkäufe (Land/Region, Auszeichnungen, Verkäufe, Quellen) | Silber     | Gold     | Platin | Verkäufe | Quellen           |
| -------------------------------------------------------------------------------------------- | ---------- | -------- | ------ | -------- | ----------------- |
| Deutschland (BVMI)                                                                           | —          | Gold1    | —      | 250.000  | musikindustrie.de |
| Frankreich (SNEP)                                                                            | Silber1    | —        | —      | 125.000  | infodisc.fr       |
| Vereinigtes Königreich (BPI)                                                                 | Silber1    | Gold1    | —      | 460.000  | bpi.co.uk         |
| Insgesamt                                                                                    | 2× Silber2 | 2× Gold2 | —      |          |                   |

## Auszeichnungen
- RSH-Gold
  - 1996: in der Kategorie „Airplay Hit des Jahres“ (A Girl Like You)[6]

## Trivia
Im Internet hält sich hartnäckig ein Diskurs darüber, ob der Song A Girl Like You, den man vom Sound her mit einem Song von Iggy Pop verwechseln könnte, ein Cover eines Songs von Iggy Pop sei oder ob Iggy Pop wiederum A Girl Like You von Edwyn Collins gecovert hätte. Eine andere Variante ist, dass Collins den Song als Tribute an Iggy Pop geschrieben habe.